# Conocephalaceae
Conocephalaceae es una familia de  Marchantiophytas en el orden de Marchantiales. Comprende 1 géneros aceptado y 2 pendientes de aceptar con 11 especies descritas y de estas, solo 3 aceptadas.

## Taxonomía
La familia fue descrita por K.Müll. in Rabenh. ex Grolle y publicado en Journal of Bryology 7: 207. 1972.

## Géneros
en The Plant List
- Conocephalum
- Hepatica
- Nemoursia

en Trópicos
- Anthoconum
- Conocephalum
- Fegatella
- Hepaticella
- Nemoursia
- Sandea
- Strozzius